# Fußball-Ozeanienmeisterschaft der Frauen 1989
Die Fußball-Ozeanienmeisterschaft der Frauen 1989 (engl.: OFC Women's Nations Cup) war die dritte Ausspielung einer ozeanischen Kontinentalmeisterschaft im Frauenfußball und fand in der Zeit vom 26. März bis 1. April 1989 in Brisbane (Australien) statt. Neben Gastgeber Australien nahmen mit Neuseeland, Papua-Neuguinea und Chinesisch Taipeh wieder nur vier Mannschaften am Turnier teil. Gespielt wurde in einer einfachen Runde Jeder gegen Jeden. Die zwei erstplatzierten Mannschaften bestritten anschließend noch ein Finalspiel.
Taiwan wurde durch einen 1:0-Finalsieg über Neuseeland zum zweiten Mal Ozeanienmeister im Frauenfußball.

## Vorrunde
| Pl. | Land              | Sp. | S | U | N | Tore    | Diff. | Punkte |
| --- | ----------------- | --- | - | - | - | ------- | ----- | ------ |
| 1.  | Neuseeland        | 3   | 3 | 0 | 0 | 008:000 | +8    | 06:0   |
| 2.  | Chinesisch Taipeh | 3   | 2 | 0 | 1 | 010:200 | +8    | 04:20  |
| 3.  | Australien        | 3   | 1 | 0 | 2 | 007:600 | +1    | 02:40  |
| 4.  | Papua-Neuguinea   | 3   | 0 | 0 | 3 | 000:170 | −17   | 0:60   |

|                   |   |                   |     |
| 26. März 1989     |   |                   |     |
| Neuseeland        | – | Australien        | 2:0 |
| Chinesisch Taipeh | – | Papua-Neuguinea   | 6:0 |
| 28. März 1989     |   |                   |     |
| Neuseeland        | – | Chinesisch Taipeh | 1:0 |
| Australien        | – | Papua-Neuguinea   | 6:0 |
| 30. März 1989     |   |                   |     |
| Neuseeland        | – | Papua-Neuguinea   | 5:0 |
| 31. März 1989     |   |                   |     |
| Chinesisch Taipeh | – | Australien        | 4:1 |

## Finale
|                   |   |            |     |
| 1. April 1989     |   |            |     |
| Chinesisch Taipeh | – | Neuseeland | 1:0 |